# Gare de Swakopmund
La  Swakopmund Hotel  est une ancienne gare ferroviaire à Swakopmund, Namibie, mis en service durant l’ère de la colonisation allemande, ouverte en 1901, servant maintenant d’hôtel et de casino depuis 1994 .

## Histoire

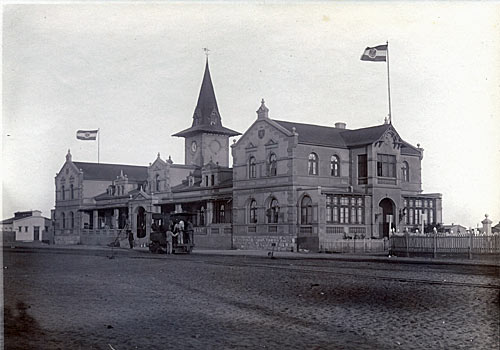
La gare allemande en 1907.

Swakopmund était le point de départ de la première ligne de chemin de fer en Sud-Ouest africain allemand. La gare a été construite en 1901 et constitue un terminal sur la ligne coloniale du  Kaiserliche Eisenbahn  de l'Allemagne impériale reliant Swakopmund à Windhoek . 
Le bâtiment se trouve à 372 km par rail de la gare de Windhoek. En 1914, l'extension de Walvis Bay fut achevée, avec une voie ferrée très proche des côtes de l'océan Atlantique. En 1980, cette extension a été remplacée par une route alternative derrière les dunes permettant une charge d'essieu plus élevée .
Cent ans après sa construction, le chemin de fer TransNamib construit une nouvelle gare ferroviaire en ville (à un endroit différent), ce qui a permis à l’ancienne propriété d’être transformée en complexe hôtelier destiné à promouvoir le tourisme au pays .

## Patrimoine ferroviaire
La gare est citée monument historique depuis 1972. Selon la désignation: « Bâtiment principal d'un étage ailé de part et d'autre de deux étages. Aussi une tour d'horloge. (...) La construction du bâtiment de la gare selon les plans de l'architecte Carl Schmidt a eu lieu en 1901 à la suite de la fermeture d'un contrat entre la Kaiserliche Eisenbahnverwaltung (administration du chemin de fer impérial) et la Swakopmunder Handelsgesellschaft (société de négoce). Le contrat de Schmidt s'étant écoulé avant la construction et les difficultés financières de la société de négoce SWA, [la gare est terminé] par Wilhelm Sander, qui a ajouté la tour de l’horloge. Utilisée jusqu’en 1994, date à laquelle elle a été transformée en hôtel avec casino. Un des meilleurs exemples du style wilhelminien en Namibie. ».

## Hôtel
L'hôtel offre 90 chambres, restaurant à thème ferroviaire, une piscine et des salles de conférence pouvant accueillir jusqu'à 320 délégués. Elle contient aussi le Mermaid Casino (Casino de la Sirène) . Elle fait partie de l'« architecture teutonique » de la ville, prisée par les touristes .